# Séries éliminatoires de la Coupe Stanley 1987
Année précédente Année suivante
Les séries éliminatoires de la Coupe Stanley 1987 font suite à la saison 1986-1987 de la Ligue nationale de hockey. Les Oilers d'Edmonton remportent le trophée en battant en finale les Flyers de Philadelphie sur le score de 4 matchs à 3.
Les séries éliminatoires de 1987 marquèrent la deuxième année consécutive où les quatre anciennes équipes de l'AMH se qualifièrent pour les séries la même année. Ce ne fut qu'en 1999, année où trois de ces équipes déménagèrent : les Nordiques de Québec à Denver, les Jets de Winnipeg à Phoenix et les Whalers de Hartford à Raleigh. Pour la deuxième fois de leur histoire, la première fois en 1978 , toutes les équipes des six équipes originales se qualifièrent pour les séries la même saison.
Cette année, la ligue décide de mettre en place la victoire au meilleur des 7 matchs dès le premier tour des séries éliminatoires.

## Arbre de qualification
|  | Demi-finales de division     | Demi-finales de division | Demi-finales de division |   |                        | Finales de division    | Finales de division | Finales de division |  |    | Finales d'association | Finales d'association | Finales d'association |  |    | Finale de la Coupe Stanley | Finale de la Coupe Stanley | Finale de la Coupe Stanley |
|  |                              |                          |                          |   |                        |                        |                     |                     |  |    |                       |                       |                       |  |    |                            |                            |                            |
|  | A1                           | Whalers de Hartford      | 2                        |   |                        |                        |                     |                     |  |    |                       |                       |                       |  |    |                            |                            |                            |
|  | A4                           | Nordiques de Québec      | 4                        |   |                        |                        |                     |                     |  |    |                       |                       |                       |  |    |                            |                            |                            |
|  | A4                           | Nordiques de Québec      | 4                        |   | A4                     | Nordiques de Québec    | 3                   |                     |  |    |                       |                       |                       |  |    |                            |                            |                            |
|  |                              |                          |                          |   | A4                     | Nordiques de Québec    | 3                   |                     |  |    |                       |                       |                       |  |    |                            |                            |                            |
|  |                              | A2                       | Canadiens de Montréal    | 4 |                        |                        |                     |                     |  |    |                       |                       |                       |  |    |                            |                            |                            |
|  | A3                           | A2                       | Canadiens de Montréal    | 4 | Bruins de Boston       | 0                      |                     |                     |  |    |                       |                       |                       |  |    |                            |                            |                            |
|  | A3                           |                          |                          |   | Bruins de Boston       | 0                      |                     |                     |  |    |                       |                       |                       |  |    |                            |                            |                            |
|  | A2                           | Canadiens de Montréal    | 4                        |   |                        |                        |                     |                     |  |    |                       |                       |                       |  |    |                            |                            |                            |
|  | A2                           | Canadiens de Montréal    | 4                        |   |                        |                        |                     |                     |  | A2 | Canadiens de Montréal | 2                     |                       |  |    |                            |                            |                            |
|  | Association Prince de Galles |                          |                          |   |                        |                        |                     |                     |  | A2 | Canadiens de Montréal | 2                     |                       |  |    |                            |                            |                            |
|  |                              | P1                       | Flyers de Philadelphie   | 4 |                        |                        |                     |                     |  |    |                       |                       |                       |  |    |                            |                            |                            |
|  | P1                           | P1                       | Flyers de Philadelphie   | 4 | Flyers de Philadelphie | 4                      |                     |                     |  |    |                       |                       |                       |  |    |                            |                            |                            |
|  | P1                           |                          |                          |   | Flyers de Philadelphie | 4                      |                     |                     |  |    |                       |                       |                       |  |    |                            |                            |                            |
|  | P4                           | Rangers de New York      | 2                        |   |                        |                        |                     |                     |  |    |                       |                       |                       |  |    |                            |                            |                            |
|  | P4                           | Rangers de New York      | 2                        |   | P1                     | Flyers de Philadelphie | 4                   |                     |  |    |                       |                       |                       |  |    |                            |                            |                            |
|  |                              |                          |                          |   | P1                     | Flyers de Philadelphie | 4                   |                     |  |    |                       |                       |                       |  |    |                            |                            |                            |
|  |                              | P3                       | Islanders de New York    | 3 |                        |                        |                     |                     |  |    |                       |                       |                       |  |    |                            |                            |                            |
|  | P3                           | P3                       | Islanders de New York    | 3 | Islanders de New York  | 4                      |                     |                     |  |    |                       |                       |                       |  |    |                            |                            |                            |
|  | P3                           |                          |                          |   | Islanders de New York  | 4                      |                     |                     |  |    |                       |                       |                       |  |    |                            |                            |                            |
|  | P2                           | Capitals de Washington   | 3                        |   |                        |                        |                     |                     |  |    |                       |                       |                       |  |    |                            |                            |                            |
|  | P2                           | Capitals de Washington   | 3                        |   |                        |                        |                     |                     |  |    |                       |                       |                       |  | P1 | Flyers de Philadelphie     | 3                          |                            |
|  |                              |                          |                          |   |                        |                        |                     |                     |  |    |                       |                       |                       |  | P1 | Flyers de Philadelphie     | 3                          |                            |
|  |                              | S1                       | Oilers d'Edmonton        | 4 |                        |                        |                     |                     |  |    |                       |                       |                       |  |    |                            |                            |                            |
|  | N1                           | S1                       | Oilers d'Edmonton        | 4 | Blues de Saint-Louis   | 2                      |                     |                     |  |    |                       |                       |                       |  |    |                            |                            |                            |
|  | N1                           |                          |                          |   | Blues de Saint-Louis   | 2                      |                     |                     |  |    |                       |                       |                       |  |    |                            |                            |                            |
|  | N4                           | Maple Leafs de Toronto   | 4                        |   |                        |                        |                     |                     |  |    |                       |                       |                       |  |    |                            |                            |                            |
|  | N4                           | Maple Leafs de Toronto   | 4                        |   | N4                     | Maple Leafs de Toronto | 3                   |                     |  |    |                       |                       |                       |  |    |                            |                            |                            |
|  |                              |                          |                          |   | N4                     | Maple Leafs de Toronto | 3                   |                     |  |    |                       |                       |                       |  |    |                            |                            |                            |
|  |                              | N2                       | Red Wings de Détroit     | 4 |                        |                        |                     |                     |  |    |                       |                       |                       |  |    |                            |                            |                            |
|  | N3                           | N2                       | Red Wings de Détroit     | 4 | Blackhawks de Chicago  | 0                      |                     |                     |  |    |                       |                       |                       |  |    |                            |                            |                            |
|  | N3                           |                          |                          |   | Blackhawks de Chicago  | 0                      |                     |                     |  |    |                       |                       |                       |  |    |                            |                            |                            |
|  | N2                           | Red Wings de Détroit     | 4                        |   |                        |                        |                     |                     |  |    |                       |                       |                       |  |    |                            |                            |                            |
|  | N2                           | Red Wings de Détroit     | 4                        |   |                        |                        |                     |                     |  | N2 | Red Wings de Détroit  | 1                     |                       |  |    |                            |                            |                            |
|  | Association Campbell         |                          |                          |   |                        |                        |                     |                     |  | N2 | Red Wings de Détroit  | 1                     |                       |  |    |                            |                            |                            |
|  |                              | S1                       | Oilers d'Edmonton        | 4 |                        |                        |                     |                     |  |    |                       |                       |                       |  |    |                            |                            |                            |
|  | S1                           | S1                       | Oilers d'Edmonton        | 4 | Oilers d'Edmonton      | 4                      |                     |                     |  |    |                       |                       |                       |  |    |                            |                            |                            |
|  | S1                           |                          |                          |   | Oilers d'Edmonton      | 4                      |                     |                     |  |    |                       |                       |                       |  |    |                            |                            |                            |
|  | S4                           | Kings de Los Angeles     | 1                        |   |                        |                        |                     |                     |  |    |                       |                       |                       |  |    |                            |                            |                            |
|  | S4                           | Kings de Los Angeles     | 1                        |   | S1                     | Oilers d'Edmonton      | 4                   |                     |  |    |                       |                       |                       |  |    |                            |                            |                            |
|  |                              |                          |                          |   | S1                     | Oilers d'Edmonton      | 4                   |                     |  |    |                       |                       |                       |  |    |                            |                            |                            |
|  |                              | S3                       | Jets de Winnipeg         | 0 |                        |                        |                     |                     |  |    |                       |                       |                       |  |    |                            |                            |                            |
|  | S3                           | S3                       | Jets de Winnipeg         | 0 | Jets de Winnipeg       | 4                      |                     |                     |  |    |                       |                       |                       |  |    |                            |                            |                            |
|  | S3                           |                          |                          |   | Jets de Winnipeg       | 4                      |                     |                     |  |    |                       |                       |                       |  |    |                            |                            |                            |
|  | S2                           | Flames de Calgary        | 2                        |   |                        |                        |                     |                     |  |    |                       |                       |                       |  |    |                            |                            |                            |

## Détails des matchs

### Demi-finales de division

#### Hartford contre Québec
| 8 avril | Whalers de Hartford | 3-2 (pr) | Nordiques de Québec |  |

| 9 avril | Whalers de Hartford | 5-4 | Nordiques de Québec |  |

| 11 avril | Nordiques de Québec | 5-1 | Whalers de Hartford |  |

| 12 avril | Nordiques de Québec | 4-1 | Whalers de Hartford |  |

| 14 avril | Whalers de Hartford | 5-7 | Nordiques de Québec |  |

| 16 avril | Nordiques de Québec | 5-4 (pr) | Whalers de Hartford |  |

#### Montréal contre Boston
| 8 avril | Canadiens de Montréal | 6-2 | Bruins de Boston |  |

| 9 avril | Canadiens de Montréal | 4-3 (pr) | Bruins de Boston |  |

| 11 avril | Bruins de Boston | 4-5 | Canadiens de Montréal |  |

| 12 avril | Bruins de Boston | 2-4 | Canadiens de Montréal |  |

#### Philadelphie contre Rangers de New York
| 8 avril | Flyers de Philadelphie | 0-3 | Rangers de New York |  |

| 9 avril | Flyers de Philadelphie | 8-3 | Rangers de New York |  |

| 11 avril | Rangers de New York | 0-3 | Flyers de Philadelphie |  |

| 12 avril | Rangers de New York | 6-3 | Flyers de Philadelphie |  |

| 14 avril | Flyers de Philadelphie | 3-1 | Rangers de New York |  |

| 16 avril | Rangers de New York | 0-5 | Flyers de Philadelphie |  |

#### Washington contre Islanders de New York
| 8 avril | Capitals de Washington | 4-3 | Islanders de New York |  |

| 9 avril | Capitals de Washington | 1-3 | Islanders de New York |  |

| 11 avril | Islanders de New York | 0-2 | Capitals de Washington |  |

| 12 avril | Islanders de New York | 1-4 | Capitals de Washington |  |

| 14 avril | Capitals de Washington | 2-4 | Islanders de New York |  |

| 16 avril | Islanders de New York | 5-4 | Capitals de Washington |  |

| 18 avril | Capitals de Washington | 2-3 (4 pr) | Islanders de New York |  |

#### Saint-Louis contre Toronto
| 8 avril | Blues de Saint-Louis | 3-1 | Maple Leafs de Toronto |  |

| 9 avril | Blues de Saint-Louis | 2-3 (pr) | Maple Leafs de Toronto |  |

| 11 avril | Maple Leafs de Toronto | 3-5 | Blues de Saint-Louis |  |

| 12 avril | Maple Leafs de Toronto | 2-1 | Blues de Saint-Louis |  |

| 14 avril | Blues de Saint-Louis | 1-2 | Maple Leafs de Toronto |  |

| 16 avril | Maple Leafs de Toronto | 4-0 | Blues de Saint-Louis |  |

#### Détroit contre Chicago
| 8 avril | Red Wings de Détroit | 3-1 | Blackhawks de Chicago |  |

| 9 avril | Red Wings de Détroit | 5-1 | Blackhawks de Chicago |  |

| 11 avril | Blackhawks de Chicago | 3-4 (pr) | Red Wings de Détroit |  |

| 12 avril | Blackhawks de Chicago | 1-3 | Red Wings de Détroit |  |

#### Los Angeles contre Edmonton
| 8 avril | Oilers d'Edmonton | 2-5 | Kings de Los Angeles |  |

| 9 avril | Oilers d'Edmonton | 13-3 | Kings de Los Angeles |  |

| 11 avril | Kings de Los Angeles | 5-6 | Oilers d'Edmonton |  |

| 12 avril | Kings de Los Angeles | 3-6 | Oilers d'Edmonton |  |

| 14 avril | Oilers d'Edmonton | 5-4 | Kings de Los Angeles |  |

#### Winnipeg contre Calgary
| 8 avril | Flames de Calgary | 2-4 | Jets de Winnipeg |  |

| 9 avril | Flames de Calgary | 2-3 | Jets de Winnipeg |  |

| 11 avril | Jets de Winnipeg | 2-3 (pr) | Flames de Calgary |  |

| 12 avril | Jets de Winnipeg | 4-3 | Flames de Calgary |  |

| 14 avril | Flames de Calgary | 4-3 | Jets de Winnipeg |  |

| 16 avril | Jets de Winnipeg | 6-1 | Flames de Calgary |  |

### Finales de division

#### Montréal contre Québec
| 20 avril | Canadiens de Montréal | 5-7 | Nordiques de Québec |  |

| 22 avril | Canadiens de Montréal | 1-2 | Nordiques de Québec |  |

| 24 avril | Nordiques de Québec | 2-7 | Canadiens de Montréal |  |

| 26 avril | Nordiques de Québec | 2-3 (pr) | Canadiens de Montréal |  |

| 28 avril | Canadiens de Montréal | 3-2 | Nordiques de Québec |  |

| 30 avril | Nordiques de Québec | 3-2 | Canadiens de Montréal |  |

| 2 mai | Canadiens de Montréal | 5-3 | Nordiques de Québec |  |

#### Islanders de New York contre Philadelphie
| 20 avril | Flyers de Philadelphie | 4-2 | Islanders de New York |  |

| 22 avril | Flyers de Philadelphie | 1-2 | Islanders de New York |  |

| 24 avril | Islanders de New York | 1-4 | Flyers de Philadelphie |  |

| 26 avril | Islanders de New York | 4-6 | Flyers de Philadelphie |  |

| 28 avril | Flyers de Philadelphie | 1-2 | Islanders de New York |  |

| 30 avril | Islanders de New York | 4-2 | Flyers de Philadelphie |  |

| 2 mai | Flyers de Philadelphie | 5-1 | Islanders de New York |  |

#### Détroit contre Toronto
| 21 avril | Red Wings de Détroit | 2-4 | Maple Leafs de Toronto |  |

| 23 avril | Red Wings de Détroit | 2-7 | Maple Leafs de Toronto |  |

| 25 avril | Maple Leafs de Toronto | 2-4 | Red Wings de Détroit |  |

| 27 avril | Maple Leafs de Toronto | 3-2 (pr) | Red Wings de Détroit |  |

| 29 avril | Red Wings de Détroit | 3-0 | Maple Leafs de Toronto |  |

| 1 mai | Maple Leafs de Toronto | 2-4 | Red Wings de Détroit |  |

| 3 mai | Red Wings de Détroit | 3-0 | Maple Leafs de Toronto |  |

#### Winnipeg contre Edmonton
| 21 avril | Oilers d'Edmonton | 3-2 (pr) | Jets de Winnipeg |  |

| 23 avril | Oilers d'Edmonton | 5-3 | Jets de Winnipeg |  |

| 25 avril | Jets de Winnipeg | 2-5 | Oilers d'Edmonton |  |

| 27 avril | Jets de Winnipeg | 2-4 | Oilers d'Edmonton |  |

### Finales d'association

#### Montréal contre Philadelphie
| 4 mai | Flyers de Philadelphie | 4-3 (pr) | Canadiens de Montréal |  |

| 6 mai | Flyers de Philadelphie | 2-5 | Canadiens de Montréal |  |

| 8 mai | Canadiens de Montréal | 3-4 | Flyers de Philadelphie |  |

| 10 mai | Canadiens de Montréal | 3-6 | Flyers de Philadelphie |  |

| 12 mai | Flyers de Philadelphie | 2-5 | Canadiens de Montréal |  |

| 14 mai | Canadiens de Montréal | 3-4 | Flyers de Philadelphie |  |

#### Détroit contre Edmonton
| 5 mai | Oilers d'Edmonton | 1-3 | Red Wings de Détroit |  |

| 7 mai | Oilers d'Edmonton | 4-1 | Red Wings de Détroit |  |

| 9 mai | Red Wings de Détroit | 1-2 | Oilers d'Edmonton |  |

| 11 mai | Red Wings de Détroit | 2-3 | Oilers d'Edmonton |  |

| 13 mai | Oilers d'Edmonton | 6-3 | Red Wings de Détroit |  |

### Finale de la Coupe Stanley
Les Oilers d'Edmonton gagnent la Coupe Stanley en battant les Flyers de Philadelphie 4 matchs à 3.
| 17 mai | Oilers d'Edmonton | 4-2 | Flyers de Philadelphie |  |

| 20 mai | Oilers d'Edmonton | 3-2 (pr) | Flyers de Philadelphie |  |

| 22 mai | Flyers de Philadelphie | 5-3 | Oilers d'Edmonton |  |

| 24 mai | Flyers de Philadelphie | 1-4 | Oilers d'Edmonton |  |

| 26 mai | Oilers d'Edmonton | 3-4 | Flyers de Philadelphie |  |

| 28 mai | Flyers de Philadelphie | 3-2 | Oilers d'Edmonton |  |

| 31 mai | Oilers d'Edmonton | 3-1 | Flyers de Philadelphie |  |